# Borstelstaartkangoeroerat
De borstelstaartkangoeroerat (Bettongia penicillata), ook wel borstelstaartratkangoeroe, kwaststaartkangoeroerat of pluimstaartbettong of woylie genoemd, is een klein soort buideldier uit de familie der kangoeroeratten (Potoroidae). De borstelstaartkangoeroerat komt voor in het zuiden van Australië.

## Ondersoorten
Er zijn twee ondersoorten. B. p. penicillata, uit het zuidoosten van Australië, is sinds 1923 uitgestorven, waarschijnlijk doordat zijn leefgebied plaats moest maken voor landbouwgrond. Rond 1900 was deze ondersoort nog enorm algemeen in delen van Zuid-Australië. B. p. ogilbyi, de ondersoort uit het zuidwesten van Australië, komt nog voor in West-Australië, met enkele kleinere populaties in Zuid-Australië en New South Wales. Deze ondersoort heeft behalve van habitatvernietiging te lijden onder verwilderde exoten als vossen en katten, die weleens een kangoeroerat grijpen, en konijnen en varkens, die om hetzelfde voedsel concurreren. De soort lijkt nu veilig in nationale parken en op enkele eilanden voor de kust van Australië, waar geen exoten voorkomen. In het verleden werd de noordelijke borstelstaartkangoeroerat (Bettongia tropica) ook wel beschouwd als een ondersoort van de borstelstaartkangoeroerat. Dit dier, dat voorkomt in de bossen van Noordoost-Queensland, wordt tegenwoordig beschouwd als een zelfstandige soort.

## Uiterlijk

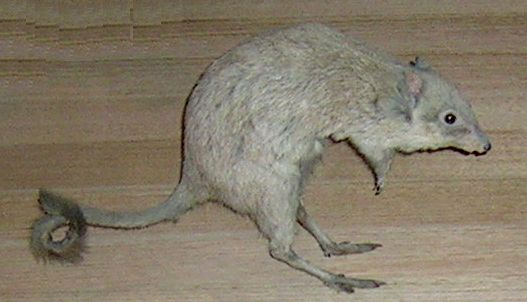
Opgezet exemplaar

De borstelstaartkangoeroerat heeft een kopromplengte van 30 tot 38 centimeter lang en een gewicht van 1 tot 1,6 kilogram. De staart is 29 tot 36 centimeter lang. De oorlengte bedraagt 28 mm. De vacht is op de rugzijde grijsbruin met zilvertinten. De buikzijde, de onderzijde van het gezicht, de flanken en de dijen zijn lichtgrijs van kleur. De ogen worden omgeven door een kale huid. De staart is roodbruin van kleur en op het laatste derde deel ervan lopen zwarte borstelharen. De staart heeft een lichte grijpfunctie. De voeten zijn lichtbruin gekleurd. Mannelijke en vrouwelijke dieren hebben een overeenkomstig uiterlijk.

## Leefwijze
De borstelstaartkangoeroerat is een solitaire soort, die voornamelijk 's nachts actief is. Overdag rust het dier in een groot, bolvormig nest, gemaakt van bladeren, gras en schors. Deze soort leeft voornamelijk van paddenstoelen als truffels, die het moet opgraven uit de bosbodem. De borstelstaartkangoeroerat draagt zo bij aan het verspreiden van de sporen van deze schimmels, die in staat zijn onbeschadigd het spijsverteringsstelsel van de kangoeroeratten te doorstaan. Bacteriën in het maag-darmkanaal spelen een voorname rol bij de vertering van de paddenstoelen. Ook ander ondergronds voedsel, als wortelen, bollen, knollen en wormen, staan op het menu. De borstelstaartkangoeroerat beweegt zich over het algemeen langzaam voort, maar bij gevaar springt het dier op hoge snelheid weg op de achterpoten in een zigzagpatroon, met de kop laag, het lichaam gebogen en de staart gestrekt. De paartijd is niet aan een bepaalde periode verbonden en kan dan ook gedurende het jaar plaatsvinden. De draagtijd bedraagt 18 tot 21 dagen, waarna één jong wordt geboren dat na de geboorte nog ongeveer 98 dagen in de buidel blijft. Borstelstaartkangoeroeratten zijn na gemiddeld 180 dagen geslachtsrijp en deze dieren hebben een levensverwachting van vier tot zes jaar.

## Verspreiding en habitat

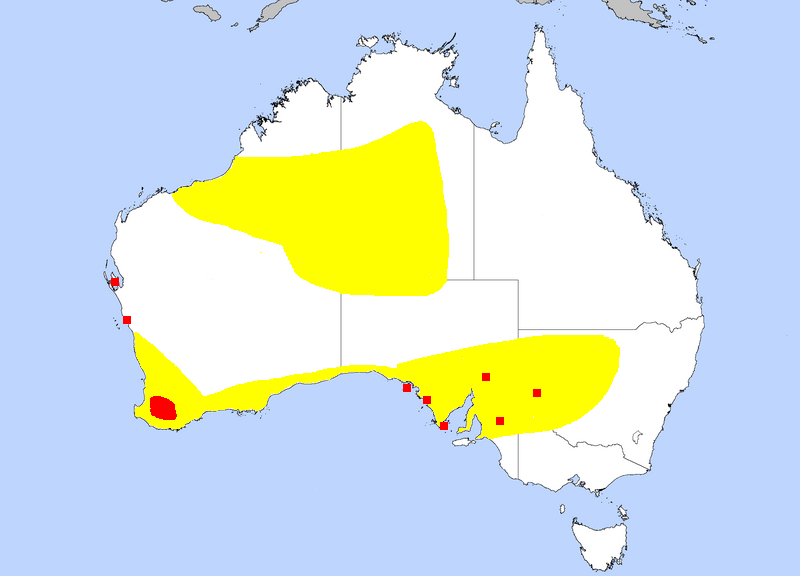
Voormalige (geel) en huidige (rood) verspreidingsgebied van de borstelstaartkangoeroerat.

De borstelstaartkangoeroerat leeft voornamelijk in open eucalyptuswouden en mallee scrub, met een ondergroei van lage struiken, in Australië. In het verleden leefde de soort ook in spinifexgraslanden. Eucalyptusbossen hebben te maken met periodieke bosbranden. De borstelstaartkangoeroerat blijkt vrij goed te zijn in het ontwijken van de vlammen, en blijven vaak nog actief in hun woongebied tijdens een brand.
De borstelstaartkangoeroerat was van oorsprong wijdverspreid over de droge habitats van zuidelijk en noordwestelijk Australië. Het natuurlijke verspreidingsgebied van de omvatte twee delen. Het zuidelijke deel liep vanaf het zuidwesten van West-Australië via de Nullarborvlakte naar het zuiden van Zuid-Australië, het noordwesten van Victoria en het Groot Australisch Scheidingsgebergte in het midden van New South Wales. Het noordelijke deel liep van de Pilbara in West-Australië via de Grote Zandwoestijn en de Gibsonwoestijn tot in Grote Victoriawoestijn in het noorden van Zuid-Australië en de Tanamiwoestijn in het Noordelijk Territorium.
Ten gevolge van de toenemende Europese kolonisatie en de verspreiding van geïntroduceerde diersoorten, verdween de borstelstaartkangoeroerat uit een groot deel van zijn verspreidingsgebied. Tegenwoordig komt de soort alleen voor in West- en Zuid-Australië. Het zuidwesten van West-Australië, meer specifiek de eucalyptusbossen van het Perup Nature Reserve, het Tutanning Nature Reserve en het Dryandra Woodland en in, was de laatste locatie waar de borstelstaartkangoeroerat wist te overleven. Door uitgebreide controles op vossen neemt het aantal borstelstaartkangoeroeratten evenals het verspreidingsgebied in deze regio weer toe. Reïntroductie van borstelstaartkangoeroeratten in West-Australië vond plaats in het Batalling Forest, het Boyagin Nature Reserve, het Julimar Conservation Park, het Lake Magenta Nature Reserve, Shannon National Park, Wellington National Park, nationaal park Kalbarri, François Peron National Park, Karakamia Wildlife Sanctuary en Paruna Wildlife Sanctuary.
De populaties in Zuid-Australië zijn het gevolg van verschillende reïntroductieprogramma's die vanaf de jaren tachtig van de twintigste eeuw zijn opgestart. De eerste reïntroductiepoging vond plaats in 1979 op Bird Clubeiland bij Port Augusta. Zes borstelstaartkangoeroeratten werden uitgezet, maar binnen zeventien maanden waren alle dieren dood ten gevolge van predatie door geïntroduceerde roofdieren. Ook een reïntroductieproces in het Bairds Bay Island Conservation Park, waar in 1982 tien borstelstaartkangoeroeratten werden uitgezet, mislukte uiteindelijk ten gevolge van predatie door vossen. Tussen 1981 en 1987 werden in totaal 128 borstelstaartkangoeroeratten uitgezet in het Saint Francis Conservation Park. De reïntroductie leek aanvankelijk succesvol, maar een jaar na de laatste uitzetting waren alle dieren overleden.
Mogelijke redenen hiervan kunnen overmatige concurrentie van buideldassen of predatie door tapijtpythons zijn geweest. De eerste reïntroductie in Zuid-Australië die wel succesvol bleek, startte in 1983 op Wedge-eiland. Er werden 36 borstelstaartkangoeroeratten uitgezet en dit aantal groeide in de loop der jaren naar vier- tot vijfduizend dieren in 2000. Ook de reïntroductie in het Saint Peter Island Conservation Park was succesvol. Vanaf 1989 werden in totaal 128 borstelstaartkangoeroeratten uitgezet in het park en de populatie had in 2000 een grootte van vijf- tot zesduizend dieren. In de jaren negentig startte de reïntroductie van de borstelstaartkangoeroerat in omheinde natuurgebieden op het vasteland. In 1991 werden tachtig dieren uitgezet in het Yookamurra Sanctuary en dit aantal groeide tot ongeveer tweehonderd dieren in 2000.
In 1994 werden 67 borstelstaartkangoeroeratten afkomstig uit West-Australië uitgezet in het Venus Bay Conservation Park. Het Venus Bay Conservation Park bevindt zich aan de westkust van het Eyre Peninsula tussen de plaatsjes Streaky Bay en Elliston en het heeft een oppervlakte van 1.460 hectare. Het park richt zich op de reïntroductie van verschillende bedreigde diersoorten in het gebied. Vier diersoorten zijn inmiddels gereïntroduceerd in het Venus Bay Conservation Park: de Australische griel (Burhinus grallarius), de langoorhaasrat (Leporillus conditor), de langoorbuideldas (Macrotis lagotis) en de borstelstaartkangoeroerat.
In 2000 waren er naar schatting vijfhonderd borstelstaartkangoeroeratten in het park. In 1999 werd een volgende stap gemaakt in de reïntroductie van de borstelstaartkangoeroerat in Zuid-Australië: uitzetting in nationale parken. In het Lincoln National Park werden 45 dieren uitgezet die afkomstig waren uit het Venus Bay Conservation Park. Alle dieren overleefden het eerste jaar. In het Flinders Ranges National Park werden 28 borstelstaartkangoeroeratten die afkomstig waren van Wedge-eiland uitgezet, waarvan er ongeveer vijftien het eerste jaar overleefden.
In New South Wales vond reïntroductie van de borstelstaartkangoeroerat plaats in het Yathong Nature Reserve, Scotia Wildlife Sanctuary en in de Genaren Hills Sanctuary. De eerste groep borstelstaartkangoeroeratten werden in 1998 uitgezet in Genaren Hills Sanctuary, gevolgd door een tweede groep in 1999.
Ondanks dat de populatie van de soort tot circa 200.000 steeg in de jaren 90, daalde dit opnieuw met 90% tussen 1999 en 2006. Wetenschappers wijten dit aan predatie door katten van - wellicht door ziekte - verzwakte individuen.

## In gevangenschap

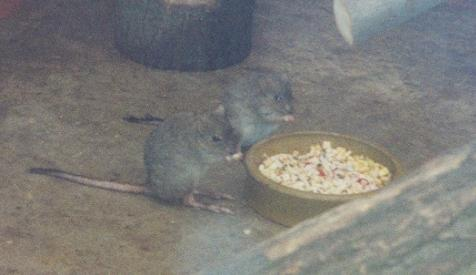
Twee borstelstaartkangoeroeratten in Zoo Duisburg.

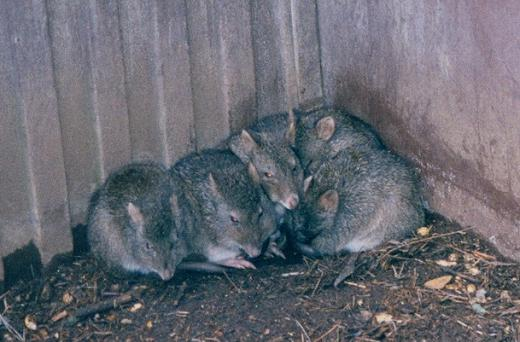
Groepje borstelstaartkangoeroeratten in Gorge Wildlife Park.

Borstelstaartkangoeroeratten worden in verschillende dierentuinen in Australië, Europa, Noord-Amerika en Japan gehouden. Volgens het International Species Information System (ISIS), een systeem dat het dierenbestand van een groot aantal belangrijke dierentuinen bijhoudt, waren er op 9 november 2007 176 borstelstaartkangoeroeratten in 34 dierentuinen: zes Australische, zestien Europese, acht Noord-Amerikaanse en vier Japanse dierentuinen. Daarnaast zijn er nog enkele kleinere Australische dierentuinen die borstelstaartkangoeroeratten in de collectie hebben, maar niet vermeld zijn in ISIS. Het Gorge Wildlife Park in Cudlee Creek is hiervan een voorbeeld. Ook Zoologischer Garten Berlin, waar borstelstaartkangoeroeratten in het nachtdierenhuis leven, ontbreekt in ISIS.
Monarto Zoo in Zuid-Australië heeft met achttien dieren de grootste groep borstelstaartkangoeroeratten in gevangenschap. De grootste Europese groep bevindt zich in het Duitse Zoo Duisburg en deze bestaat uit twee mannelijke en zes vrouwelijke dieren. In deze dierentuin zijn de borstelstaartkangoeroeratten ondergebracht in het Koalahaus, dat ook onderdak biedt aan koala's (Phascolarctos cinereus), wombats (Vombatus ursinus) en Matschie-boomkangoeroes (Dendrolagus matschiei). In Nederland is de borstelstaartkangoeroerat te zien in Dierenpark Amersfoort. (aantallen op 9 november 2007)